# دانیل دووال
دانیل دووال (به انگلیسی: Daniel Duval) (زاده ۲۸ نوامبر ۱۹۴۴-درگذشته ۱۰ اکتبر ۲۰۱۳) بازیگر فرانسوی بود.
از فیلم‌های معروف او می‌توان به بازی در فیلم دروغ زیبا اشاره کرد.